# Meine wunderbar seltsame Woche mit Tess
Meine wunderbar seltsame Woche mit Tess ist ein niederländisch-deutscher Familienfilm nach dem gleichnamigen Roman von Anna Woltz. Er hatte seine Premiere bei den 69. Internationalen Filmfestspielen in Berlin, wo er eine lobende Erwähnung erhielt. Der Film startete am 3. September 2020 in Deutschland, am 11. März 2021 in den Niederlanden.

## Handlung
Der 10-jährige Sam macht mit seiner Familie Urlaub auf der niederländischen Insel Terschelling. Sams Mutter nimmt aufgrund Migräne nur selten am Familienleben teil, so dass Sams Vater sich hauptsächlich um ihn und um den älteren Bruder Jorre, der sich am ersten Urlaubstag bereits das Bein bricht, kümmert. Daraufhin beschließt Sam, ein Alleinheitstraining durchzuführen. Dabei begegnet er der 12-jährigen Tess. Beide versuchen, Tess’ Vater kennenzulernen, der nicht weiß, dass er eine Tochter hat.

## Produktion
| Figur              | Darsteller              | Deutscher Sprecher |
| ------------------ | ----------------------- | ------------------ |
| Sam                | Sonny Coops van Utteren | Anselm Düringer    |
| Tess               | Josephine Arendsen      | Paulina Kaltwasser |
| Jorre              | Julian Ras              | Oliver Szerkus     |
| Gijs (Sams Vater)  | Tjebbo Gerritsma        | Olaf Reichmann     |
| Mara (Sams Mutter) | Suzan Boogaerdt         | Marika Auer        |
| Hugo (Tess’ Vater) | Johannes Kienast        | Johannes Kienast   |
| Elise              | Terence Schreurs        | Eva Meckbach       |
| Ida (Tess’ Mutter) | Jennifer Hoffman        | Carol Schuler      |

Der Film wurde durch BIND in Koproduktion mit Ostlicht Filmproduktion und VPRO produziert. Die Nederlands Filmfonds, CoBo, Netherlands Film Production Incentive, Creative Europe MEDIA und die Mitteldeutsche Medienförderung unterstützten den Film. Die Filmmusik wurde von Freya Arde geschrieben, die auch einen Teil der Instrumente übernahm.